# Glomera
Glomera é um género botânico pertencente à família das orquídeas (Orchidaceae).